# メアリー・マーハー

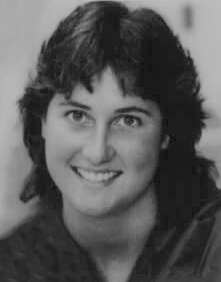
メアリー・マーハー

メアリー・ターステッジ・マーハー・プラント（Mary Terstegge Meagher Plant, 1964年10月27日 - ）はアメリカ合衆国の競泳選手（バタフライ）である。

## 人物
ケンタッキー州ルイビルに生まれた彼女は、幼い年から水泳をはじめ、14歳となった1979年に、100mバタフライ（59秒26）、200mバタフライ（2分9秒77）で早くも世界記録を打ち立てている。その後、彼女は圧倒的な競技力により、次々と自らの世界記録を更新していくことから「マダムバタフライ」（蝶々夫人とかけられている）と呼ばれることとなる。
マーハーは1980年のモスクワオリンピックにおいて金メダルを期待されていた。しかしながら、アメリカはアフガニスタンに侵攻したソビエト連邦に抗議するため、モスクワオリンピックに不参加を表明したのでそのチャンスが訪れることはなかった。
オリンピックに出場できなかったマーハーであったが、1981年の全米水泳選手権において歴史的な大記録を残した。この大会で、マーハーは8月13日に200mバタフライで2分5秒96、同月16日に100mバタフライで57秒93という驚異的な世界記録を達成した。この記録は、その後他の競泳種目の世界記録が次々と破られていく中、100mで1999年にアメリカのジェニー・トンプソン、200mで2000年にオーストラリアのスーザン・オニールに破られるまで、20年近く更新されなかった。マーハーの世界記録は、1968年メキシコオリンピックの走幅跳のボブ・ビーモンの世界記録と並び称される世界記録と言われた。
1984年ロサンゼルスオリンピックでは、マーハーは100m、200mとメドレーリレーの3種目で金メダルを獲得する。東側諸国が不参加を表明した大会であったが、たとえ東ドイツやソビエト連邦の選手が参加していたとしても、彼女の金メダルの獲得は揺るがなかっただろうといわれた。マーハーは1988年ソウルオリンピックにも出場し、200mバタフライでは銅メダルを獲得している。